# 할레트 참벨
할레트 참벨(튀르키예어: Halet Çambel, 1916년 8월 27일 ~ 2014년 1월 12일)은 튀르키예의 고고학자이자 펜싱 선수이다. 무슬림 여성으로는 최초로 올림픽에 참가한 선수이기도 하다.

## 생애
참벨은 1916년 8월 27일에 독일 베를린에서 태어났다. 그의 아버지인 하산 제밀 참벨(Hasan Cemil Çambel)은 독일 주재 튀르키예 주재무관이자 튀르키예의 대통령을 역임한 무스타파 케말 아타튀르크의 측근이기도 하다. 그의 어머니인 렘지예 하늠(Remziye Hanım)은 오스만 제국의 대재상과 독일 제국 주재 오스만 제국 대사를 역임한 이브라힘 하키 파샤의 딸이다. 참벨의 가족들은 제1차 세계 대전 종전 이후에 한동안 오스트리아와 스위스에 거주했고 나중에 공화정이 수립된 튀르키예로 이주하게 된다.
참벨은 튀르키예 이스탄불에 위치한 아르나부트쾨이 아메리카 여자 고등학교(현 이스탄불 아메리카 로버트 고등학교)에서 중등교육을 받았다. 참벨은 고등학교 재학 시절에 이스탄불의 유적지 방문을 기획한 미술사 교사로부터 영감을 받았는데 이는 그가 펜싱을 시작하는 계기가 된다. 1933년부터 1939년까지 프랑스 파리에 위치한 소르본 대학에서 고고학을 전공했고 1940년에는 튀르키예 이스탄불 대학교의 과학 조수로 근무했다. 1944년에는 이스탄불 대학교로부터 박사 학위를 받았고 1947년부터 이스탄불 대학교 강사로 근무했다. 1947년부터 1949년까지 독일 자르브뤼켄 대학교(현재의 자를란트 대학교)에서 방문 학자로 재직했다.
참벨은 1960년에 이스탄불 대학교에서 교수로 임명된 이후에 선사 시대 연구소를 설립했고 1984년부터 명예 교수로 재직했다. 참벨은 1936년 하계 올림픽을 마치고 튀르키예 이스탄불로 돌아온 이후에 시인 겸 언론인인 나일 차크르한(Nail Çakırhan, 1910–2008)과의 인연을 맺었는데 참벨과 차크르한 부부는 2008년 10월에 차크르한이 사망할 때까지 70년 동안에 걸친 결혼 생활을 했다.
참벨은 2014년 1월 12일에 튀르키예 이스탄불에서 향년 97세를 일기로 사망했다. 참벨의 추모식은 그의 모교인 이스탄불 대학교 문과대학에서 거행되었다. 참벨의 유해는 물라주 아키아카로 옮겨져 배우자였던 차크르한의 무덤 옆에 안장되었다.

## 선수 경력
참벨은 독일 베를린에서 열린 1936년 하계 올림픽 여자 펜싱 플뢰레 개인전에 참가했다. 참벨은 올림픽에 출전한 최초의 무슬림 여성이기도 하다. 대회 도중에 "독일의 여성 관리"가 아돌프 히틀러 총통을 만나자고 초청했지만 참벨은 정치적인 이유로 거절했다.

## 교수 경력
참벨은 제2차 세계 대전 종전 이후에 이스탄불 대학교에서 고고학 교수로 근무하고 있던 독일의 고고학자인 헬무트 테오도어 보세르트(Helmuth Theodor Bossert, 1889–1961)와 함께 연구를 시작했다. 보제르트와 참벨은 1947년에 튀르키예 남부 오스마니예주와 토로스산맥에 위치한 기원전 12세기 말 히타이트의 아자티와다 군주 시대에 건립된 성벽 도시인 카라테페(Karatepe) 유적을 발굴하기 시작했다. 카라테페 이중언어를 발견한 참벨은 페니키아 문자의 도움으로 히타이트 상형문자를 해독하는 데에 핵심적인 역할을 했다.
참벨은 튀르키예의 문화유산 보존 홍보에도 적극적이었다. 참벨은 1950년대에 카라테페에서 박물관으로 유물들을 옮기려는 튀르키예 정부의 시도에 저항했다. 튀르키예 정부는 참벨의 요구에 동의했고 1960년에 야외 박물관인 카라테페-아슬란타슈 야외 박물관을 설립하게 된다. 참벨의 남편인 나일 차크르한은 야외 박물관에 소속된 몇몇 건물들을 설계하였다. 참벨은 또한 많은 고고학 유적지가 범람할 가능성이 제기된 제이한강에 댐을 설치할 것을 제안했는데 이는 수위를 충분히 낮추어 현장을 구할 수 있었기 때문이다.
참벨은 2004년에 네덜란드에서 클라우스 부군상을 받았다. 심사위원단은 참벨이 이스탄불 대학교에서 선사 시대·고고학 강좌를 개설한 점, 위기에 처한 유적지의 구조 발굴을 수행하고 석재 복원을 도입하는 한편 튀르키예의 중요한 문화유산의 적절한 보존을 보장한 점을 근거로 제시하면서 "사람과 문화유산 간의 상호 작용에 대한 책임감"을 갖는 헌신적인 장학금과 그러한 지위를 확대한 참벨의 독특한 역할을 높이 평가했다.